# Phyllotocus decipiens
Phyllotocus decipiens är en skalbaggsart som beskrevs av Lea 1919. Phyllotocus decipiens ingår i släktet Phyllotocus och familjen Melolonthidae. Inga underarter finns listade i Catalogue of Life.